# 福岡県立城南高等学校
福岡県立城南高等学校（ふくおかけんりつじょうなんこうとうがっこう）は、福岡県福岡市城南区茶山に所在する公立高等学校。
通称は城南（じょうなん）。
2010年度からスーパーサイエンスハイスクールの指定校となり、2020年度より第3期を迎えている。

## 沿革

### 年表
- 1963年 - 全日制課程普通科高校として設置認可
- 1964年 - 開校、学校教育開始
- 1995年 - 城南ドリカムプランがスタート
- 1996年 - 理数コースを設置（普通科内コースの扱い）
- 2005年 - 新校舎本館棟（東側）竣工
- 2008年 - 新校舎本館棟（西側）竣工

## 教育組織
すべて普通科内コースの扱い。
一般コース各学年10クラス。1年次は全クラス共通、2年次より文系、理系に分かれる。文系はさらに3年次に国文、私文に分かれる。1年次は芸術選択(音楽・美術・書道の3教科)、2･3年次は類型及び理科･地理歴史の科目選択によってクラスが編成される。また、2･3年次は文理1クラスずつ「習熟クラス」が設けられる。習熟クラスでは、授業で他クラスより発展的な内容も扱う他、放課後課外を受講する。(全クラス希望制)
理数コース平成8年度より設置。各学年1クラスのみで、3年間クラスの編成が行われる事はない。一般コースと同じく5教科とも履修するが、理数教科を特に重視するカリキュラムとなっている。先端技術研修など、理数コース独自の行事もある。

## 教育方針

### 校訓
- 進取
- 明朗
- 端正

### 校歌
- 作詞：丸山豊
- 作曲：安永武一郎

## 通学手段など
- 生徒の主な通学手段
  - 鉄道：福岡市地下鉄空港線、福岡市地下鉄七隈線
  - バス：西鉄バス
  - 生徒の9割以上が自転車を利用している。糸島方面からの通学は、JR筑肥線･地下鉄空港線で地下鉄西新駅まで来て、そこから駅に予め置いておいた自転車に乗って学校まで来る、という生徒が多い。
- 最寄り駅･バス停
  - 福岡市交通局：茶山駅
  - 西鉄バス：茶山バス停、荒江団地バス停

## 通学区域
- 一般コースは、第六学区内及び第五学区の一部から受験可能。
  - 福岡市のうち、以下の区域
    - 城南区、早良区、西区の全域
    - 中央区のうち、警固･舞鶴･当仁･友泉･城西･平尾中学校の校区
    - 南区のうち、花畑･柏原･長丘（長丘二丁目1番～12番･15番～21番、平和四丁目を除く）中学校の校区

  - 糸島市の全域
- 理数コースは、2016年度までは福岡地区の全域（第四･五･六学区内）からのみ受験可能だったが、2017年度からは、全県全域から受験可能となった。

ただし理数コースを志願先とする者のうち普通科一般コースの学区内受験者に限り、一般コースを第2志望として併願可能である。

## 城南歌壇
1996年に生徒らの表現力や感性の育成と涵養を目指して始まった。毎年秋頃に短歌を募集し、3月に優秀作品をまとめた短歌誌が発行される。生徒や職員だけでなく、保護者や同窓会、地域住民からも短歌の投稿がある。投稿された短歌は、国語科の教員を中心とした選考委員会により選定され、さらに生徒部門では最優秀賞･金賞･銀賞･銅賞、教師部門では城南歌壇賞の各賞も選定される。かつて、生徒部門の優秀作品の一部が、西鉄バスの車内広告に掲載されることもあった。

## 旧校舎
旧館は開校当時からの校舎であり、築40年以上が経過し老朽化が進んでいた。現在は新校舎に移転し、旧館は一部の特別教室棟を残すのみとなっている。
- 2003年に新体育館が竣工し、旧体育館を解体。
- 2006年4月に新校舎東棟が完成。当初は2･3年生用の教室として使用された（1年生は旧館を使用、特別教室の多くも旧館のまま）。
- 2008年3月末には新校舎西棟も完成し、全学年が新校舎に移転。これにより旧館は閉鎖され、同年6月より解体が行われた。秋に旧食堂跡地に駐輪場が完成。
- 2009年9月にプール跡地にテニスコートが完成。10月、グラウンド整備事業完了。これにより全ての移転事業が終了した。

## 部活動
- 運動部
  - 陸上競技、水泳、バスケットボール、バレーボール、サッカー、ラグビー、柔道、剣道、卓球、ソフトテニス、バドミントン、ソフトボール、山岳、野球
- 文化部
  - 物理、化学、生物、新聞、音楽、美術、書道、文芸、茶華道、放送、写真、英語研究、漫画研究、吹奏楽、和太鼓、演劇、総合

## 年間予定
- 4月 - 始業式/入学式/遠足（2･3年）
- 5月 - 中間考査
- 6月 - 城南祭（文化祭）/期末考査
- 7月 - 前期クラスマッチ/終業式
- 8月 - 海洋生物観察実習（1年理数コース）/先端技術研修（2年理数コース）/始業式
- 9月 - 体育大会
- 10月 - 中間考査/中学生体験入学/修学旅行（2年）
- 11月 - 創立記念式典･芸術鑑賞会
- 12月 - 期末考査/終業式
- 1月 - 始業式/送別会
- 2月 - 学年末考査
- 3月 - 卒業式/後期クラスマッチ/終業式

## 著名な出身者
- 山下洋（生態学者）
- KAN（シンガーソングライター）
- 椎名純平（シンガーソングライター）
- 草野マサムネ（スピッツ）
- 石川紗彩（女優）
- 白都真理（女優）
- 手嶋準一（気象予報士）
- 眞方富美子（アナウンサー）
- 末政ひかる（イラストレーター）
- 山﨑秀樹（俳優）
- 春妃うらら（元宝塚歌劇団花組娘役）
- 丸尾圭祐（衆議院議員）
- 金沢歩（アナウンサー）
- 糸魚川鋼二（脚本家・小説家）
- 山口涼也（ギタリスト）
- 山田雅人（ドラマー）
- 岡野唯（アナウンサー）
- 谷真理佳 (SKE48)
- ギャランティーク和恵（歌手）
- 原直子(トキヲイキル、元LINQ)